# Андрийчук, Олег Анатольевич
Олег Анатольевич Андрийчук (укр. Олег Анатолійович Андрійчук, позывной — Голливуд; 8 октября 1988, Ульяновка — 16 апреля 2023, Хромово) — украинский военнослужащий, младший сержант, участник российско-украинской войны. Герой Украины (2024, посмертно).

## Биография
Родился 8 октября 1988 года в селе Ульяновка Днепропетровской области. Проживал в городе Днепродзержинск (ныне Каменское) той же области.
С началом полномасштабного вторжения России в Украину в 2022 году был мобилизован и проходил службу в качестве стрелка огневого поражения штурмового взвода штурмовой роты 783-й бригады охраны Государственной специальной службы транспорта. Принимал участие в боях за Бахмут.
Погиб 16 апреля 2023 года в бою возле Хромового.
Похоронен в родном селе.

## Награды
- Звание «Герой Украины» с удостоением ордена «Золотая Звезда» (5 декабря 2024, посмертно) — за личное мужество и героизм, проявленные в защите государственного суверенитета и территориальной целостности Украины, верность военной присяге[1].